# 隋剑爽
隋剑爽（1989年2月1日—）是一名中国女子体操运动员。她在2008年北京夏季奥林匹克运动会中，参加了女子艺术体操比赛并获得团体全能银牌。